# 남울산우체국
남울산우체국은 울산광역시 남구 달동 소재의 우체국이다. 울산광역시 남구와 울주군 동남부 지역을 관할한다.

## 기본 정보
- 위치: 울산광역시 남구 왕생로 142

## 연혁
- 1993년 11월 1일: 남울산우체국 개국
- 1993년 12월 27일: 울산달동우체국(관내국) 개국
- 1994년 11월 27일: 울산지방법원우체국(관내국) 개국
- 2001년 7월 1일: 울산화산우체국이 서생우체국과 통합되어 폐국[1]
- 2011년 4월 1일: 장생포우체국을 울산장생포동우체국으로, 온산우체국을 울산온산우체국으로, 서생우체국을 울산서생우체국으로, 서생진하우체국을 울산진하해수욕장우체국으로, 웅촌우체국을 울산웅촌우체국으로 명칭 변경[2]
- 2014년 1월 1일: 우편구역을 다음과 같이 고시[3]

| 배달국         | 배달구역                                          | 구역번호      |
| -------------- | ------------------------------------------------- | ------------- |
| 남울산우체국   | 남구 전지역                                       | 44600 ~ 44787 |
| 울산온양우체국 | 울주군 온산읍 · 온양읍 · 서생면 · 청량면 · 웅촌면 | 44959 ~ 45015 |

- 2014년 7월 4일: 울산대학교우체국 폐국[4]
- 2014년 7월 7일: 울산대학교우편취급국 설치[5]
- 2014년 12월 31일: 울산진하해수욕장우체국 폐국[6]
- 2020년 11월 2일 : 울산신정아파트우편취급국 위탁계약 해지 및 폐국[7], 울산진하해수욕장출장소가 울산서생우체국으로 통합되어 폐국[8]
- 2020년 12월 1일 : 울산신암우편취급국 설치[9]
- 2020년 12월 7일 : 울산신암우편취급국 점심시간 휴무 실시[10]

## 관할 우체국
| 우체국명                 | 사진 | 주소                                   | 비고                                                              |
| ------------------------ | ---- | -------------------------------------- | ----------------------------------------------------------------- |
| 울산달동우체국           |      | 울산광역시 남구 번영로 99              |                                                                   |
| 울산대학교우체국         |      | 울산광역시 남구 대학로 93 (무거동)     | 2014년 7월 4일 폐국                                               |
| 울산대학교우편취급국     |      | 울산광역시 남구 대학로 93              | 2014년 7월 7일 신설                                               |
| 울산무거2동우체국        |      | 울산광역시 남구 옥현로58번길 19        |                                                                   |
| 울산무거동우체국         |      | 울산광역시 남구 삼호로 71              |                                                                   |
| 울산삼산동우체국         |      | 울산광역시 남구 삼산중로100번길 27     |                                                                   |
| 울산서생우체국           |      | 울산광역시 울주군 서생면 신암해안길 55 | 2011년 4월 1일 서생우체국에서 명칭 변경                           |
| 울산신암우편취급국       |      | 울산광역시 울주군 서생면 해맞이로 888  | 2020년 12월 1일 신설 점심시간 휴무 실시                           |
| 울산신정3동우편취급국    |      | 울산광역시 남구 중앙로300번길 26       |                                                                   |
| 울산신정4동우체국        |      | 울산광역시 남구 수암로 81              |                                                                   |
| 울산신정동우체국         |      | 울산광역시 남구 중앙로 219             |                                                                   |
| 울산신정아파트우편취급국 |      | 울산광역시 남구 수암로 171             | 2020년 11월 2일 폐국                                              |
| 울산야음1동우편취급국    |      | 울산광역시 남구 처용로26번길 9         |                                                                   |
| 울산야음APT우편취급국    |      | 울산광역시 남구 신선로 92              |                                                                   |
| 울산야음동우체국         |      | 울산광역시 남구 수암로 256             |                                                                   |
| 울산옥동우체국           |      | 울산광역시 남구 거마로5번길 17         |                                                                   |
| 울산온산우체국           |      | 울산광역시 울주군 온산읍 덕신로 244    | 2011년 4월 1일 온산우체국에서 명칭 변경                           |
| 울산온양우체국           |      | 울산광역시 울주군 온양읍 남창2길 20    |                                                                   |
| 울산웅촌우체국           |      | 울산광역시 울주군 웅촌면 곡천동문길 5  | 별정우체국 2011년 4월 1일 웅촌우체국에서 명칭 변경                |
| 울산장생포동우체국       |      | 울산광역시 남구 장생포고래로 193-1     | 2011년 4월 1일 장생포우체국에서 명칭 변경                         |
| 울산지방법원우체국       |      | 울산광역시 남구 법대로 55              |                                                                   |
| 울산진하해수욕장우체국   |      | 울산광역시 울주군 서생면 해맞이로 1604 | 2011년 4월 1일 서생진하우체국에서 명칭 변경 2014년 12월 31일 폐국 |
| 울산진하해수욕장출장소   |      | 울산광역시 울주군 서생면 해맞이로 1604 | 2015년 1월 1일 신설 2020년 11월 2일 폐국                          |
| 울산청량우체국           |      | 울산광역시 울주군 청량읍 덕하장터길 9  |                                                                   |
| 울산향수아파트우편취급국 |      | 울산광역시 남구 봉월로67번길 11-1      |                                                                   |
| 울산화산우체국           |      | 울산광역시 울주군 서생면 화산리 1224-5 | 2001년 7월 1일 폐국                                               |